# کاروانسرای پاسنگان
کاروانسرای پاسنگان مربوط به دورهٔ صفوی است و در شهرستان قم، بخش مرکزی، کیلومتر ۲۰ جادهٔ کاشان واقع شده است. این اثر در تاریخ ۲۰ خرداد ۱۳۲۱ با شمارهٔ ثبت ۳۵۷ به‌عنوان یکی از آثار ملی ایران به ثبت رسیده است.
این اثر زیر نظر میراث فرهنگی توسط سعید ابراهیمی پور مرمت و بازسازی شده است .

## نگارخانه

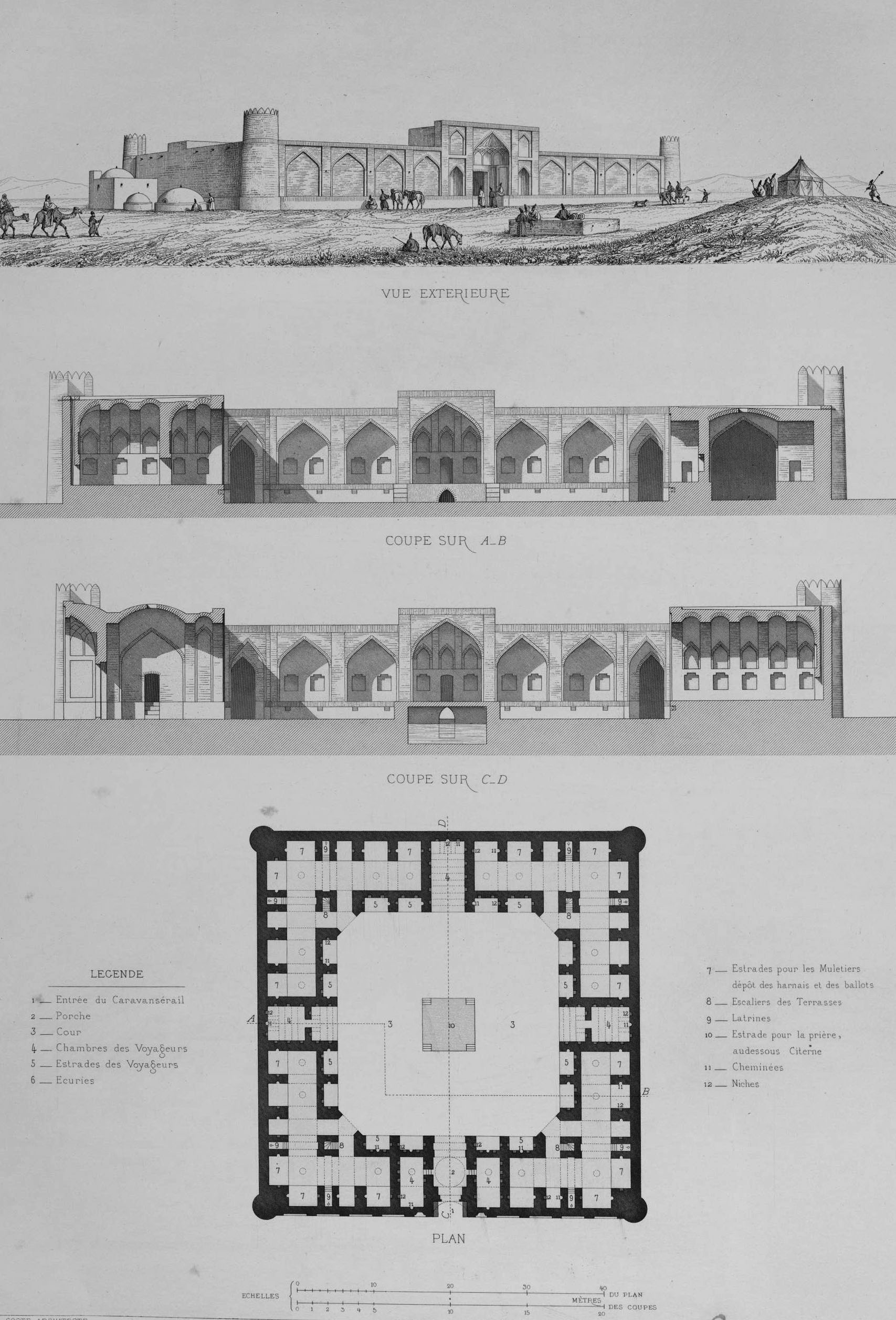